# روبرتا ألين
روبرتا ألين (بالإنجليزية: Roberta Allen)‏ هي فنانة تنصيبية أمريكية، ولدت في 6 أكتوبر 1945 في نيويورك في الولايات المتحدة.